# Lauren Sánchez
Lauren Wendy Sánchez Bezos (de soltera, Sánchez, Albuquerque, Nuevo México, Estados Unidos, 19 de diciembre de 1969) es una personalidad de los medios comunicativos estadounidense que es conocida por ser reportera de entretenimiento y presentadora de noticias. Ha sido presentadora invitada de The View, copresentadora de Good Day LA de KTTV Fox 11 y presentadora del programa Ten O'clock News, y presentadora y corresponsal especial de Extra. Sánchez también ha sido colaboradora habitual en programas como Larry King Live, The Joy Behar Show y Showbiz Tonight.

## Carrera
Sánchez comenzó su carrera como asistente en el canal KCOP-TV en Los Ángeles. También ocupó cargos como presentadora y reportera en KTVK-TV en Phoenix antes de unirse al programa de entretenimiento Extra como reportera. De allí, Sánchez se mudó a Fox Sports Net, donde obtuvo otra nominación al Emmy como presentadora y corresponsal de la revista deportiva Going Deep y reportera de entretenimiento para Best Damn Sports Show Period de Fox Sports Network.
En 1999, Sánchez regresó a KCOP-TV para presentar el programa UPN 13 News, donde ganó un premio Emmy. Sánchez fue designada como reportera de entretenimiento para el programa de las 10 p. m. de FOX 11 noticias en KTTV en Los Ángeles. Quedó en segundo lugar en la competencia nacional de anfitriones durante la temporada 2 de The View en febrero del 2000, donde la que se llevó el puesto finalmente fue para Lisa Ling. En el 2005, Sánchez se convirtió en presentadora original de la popular competencia de baile de FOX So You Think You Can Dance. Sánchez dejó el programa después de una temporada, debido a que estaba en labor de parto de su segundo hijo. En el 2009, Sánchez regresó a Extra como presentadora de fin de semana y corresponsal especial. Sánchez continúa trabajando ocasionalmente en Good Day LA (Buenos días Los Ángeles), Extra y otros programas de televisión.
Sánchez apareció en la edición "Los 50 mas bellos rostros" de la revista People en el 2010 y en la edición "Cuerpos calientes" de la revista Us Weekly.
En el 2016, fundó Black Ops Aviation, la primera compañía de producción y cine aéreo propiedad de una mujer. Sánchez ahora se enfoca en proyectos de cine y televisión que le permiten usar sus habilidades como piloto licenciada de aviones y helicópteros.

## Vida personal
Lauren Wendy Sánchez nació en una familia mexico-estadounidense de segunda generación en Albuquerque, Nuevo México. Sánchez tiene un hijo; nacido en el  2001, fruto de su relación con el ex ala cerrada de la NFL, Tony González. En agosto de 2005, se casó con Patrick Whitesell, un agente de Hollywood y socio fundador de la agencia de talentos Endeavor. Sánchez tiene un hijo y una hija con Whitesell: Evan, nacido en el 2006, y Ella, nacida en el 2008.
En febrero de 2019, el fundador de Amazon; Jeff Bezos, hizo público un blog en la que afirmaba que la editorial de National Enquirer, American Media, Inc., había intentado chantajear y extorsionar en relación con la supuesta aventura de Bezos con Sánchez.  En abril de 2019, Sánchez y Whitesell solicitaron el divorcio, que finalizó en octubre de ese año. A partir de 2020, Sánchez se describe comúnmente como la novia de Bezos. En mayo de 2023, se comprometieron en matrimonio y el 27 de junio de 2025, se casaron en la ciudad de Venecia, Italia; cuya celebración estuvo plagado de mucha controversia, dado que inquietaba a sus ciudadanos y estuvieron arropados de muchas celebridades como Leonardo DiCaprio, Kim Kardashian, Oprah Winfrey, Ivanka Trump, Rania de Jordania, Orlando Bloom, Bill Gates y Karlie Kloss, entre otros.